# 예수의 정신건강

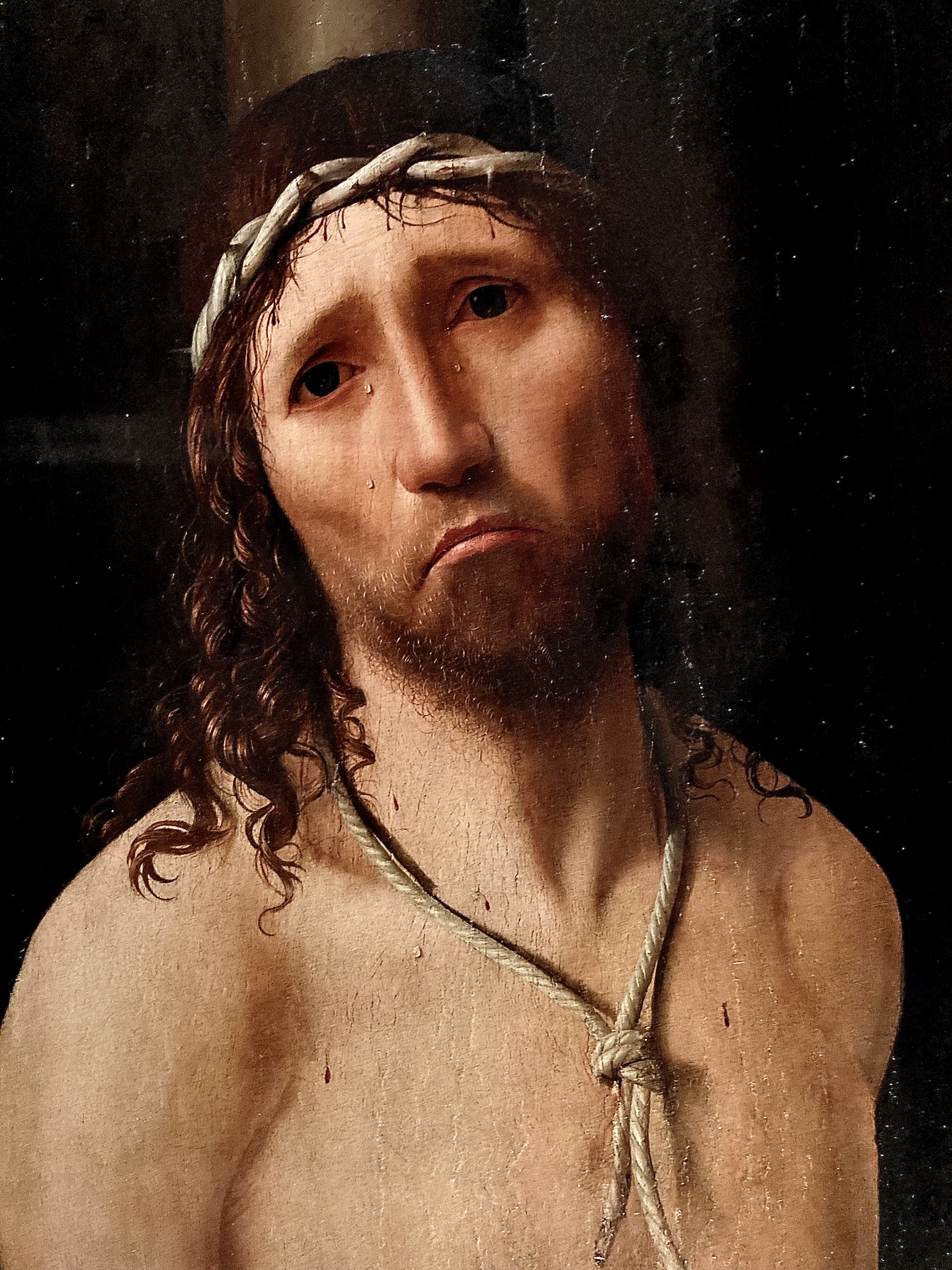
《에케 호모》, 안토넬로 다 메시나, 1473년

역사적 예수의 정신건강 상태에 대한 의문은 여러 심리학자, 철학자, 역사학자, 그리고 작가들에 의해 탐구되어 왔다. 이 주제에 대한 여러 시도 이후, 예수의 정신건강(-精神健康)에 대해 광범위하고 철저하게 의문을 제기한 첫 번째 인물은 파리의 수석 의사이자 《예수의 광기》(La Folie de Jésus) 4권으로 된 저작의 저자인 프랑스 심리학자 샤를 비네-상글레였다. 이러한 견해는 지지자와 반대자 모두를 가지고 있다.

## 예수의 정신건강 의문
예수의 정신 상태에 대한 평가는 복음서에서 처음 등장한다. 마가복음은 예수의 가족들이 그를 "미쳤다"고 여겼다는 의견을 전한다. 일부 정신의학자, 종교학자, 그리고 작가들은 복음서에 따르면 예수의 가족(마가복음 3:21), 일부 추종자들(요한복음 7:20, 요한복음 11:41-53 참조), 그리고 동시대 사람들이 여러 시점에서 그를 망상에 빠졌거나, 귀신들렸거나, 혹은 미쳤다고 여겼다고 설명한다.
이 소식을 들은 예수의 친척들은 예수를 붙들러 나섰다. 예수가 미쳤다는 소문이 돌고 있었기 때문이다. 예루살렘에서 내려온 율법학자들도 예수가 베엘제불에게 사로잡혔다느니 또는 마귀 두목의 힘을 빌려 마귀를 쫓아낸다느니 하고 떠들었다.— 마가복음 3:21-22, 공동번역

요한복음의 비난은 더욱 직접적이다:
이 말씀을 들은 유다인들 사이에서는 다시 논란이 일어났다. 많은 사람이 "그는 마귀가 들렸소. 그런 미친 사람의 말을 무엇 때문에 듣는 거요?" 하고 말하는가 하면 어떤 사람들은 "마귀 들린 사람이 어떻게 그런 말을 하겠소? 더구나 마귀가 어떻게 소경의 눈을 뜨게 할 수 있단 말이오?" 하고 말하였다.— 요한복음 10:19-21, 공동번역

케임브리지 대학교의 강사인 저스틴 메깃은 그의 논문 "예수왕의 광기: 왜 예수는 처형되었으나 그의 추종자들은 그렇지 않았는가?"(2007년)와 저서 《예수왕의 광기》(2010년)에서 빌라도와 다른 로마인들이 예수를 정신 나간 광인으로 여겼다고 제안한다. 복음서에 따르면, 예수는 빌라도에게 왕위 참칭자로 소개되어 사형 선고를 받았지만, 표준 로마 절차는 지도자들과 함께 반란을 일으키려는 자들을 연좌로 기소하고 처형하는 것이었다. 따라서 예수가 일종의 왕위 참칭자로서 로마 당국에 의해 처형되었다고 제안하는 것은 그가 처형되었으나 그의 제자들은 그렇지 않았던 이유를 충분히 설명하지 못한다. 18세기의 장 메슬리에(1664년~1729년)도 비슷한 생각을 가졌다. 그의 《유언》의 33장과 34장에서 그는 예수가 "실제로 미친 사람이자 광신자였다"(étoit véritablement un fou, un insensé, un fanatique)고 주장한다.
예수의 정신 상태에 대한 도전은 19세기에 역사적 예수에 대한 첫 번째 탐구와 함께 계속되었다. 다비트 프리드리히 슈트라우스(《예수의 생애》, 1864년)는 예수가 광신자였다고 주장했다. 레뮤얼 K. 워시번은 《예수는 정신이 나갔는가?》(1889년)라는 소책자에서 "예수는 신성하지 않고 정신이 나갔다"고 의견을 냈다. 오스카 파니차는 예수를 정신병리학적이고 편집증적인 사례로 소개했다. 오스카 홀츠만은 《예수는 황홀경 상태였는가?》(1903)에서 예수를 "황홀경 상태"로 표현했는데, 이는 그가 병리학적으로 강한 상상력의 흥분과 의지력으로 묘사했다. 게오르크 로머(필명 조지 드 루스텐, 1905년)는 장 메슬리에와 유사하게 예수를 일반적으로 정신병을 앓고 있었다고 소급 진단하려 시도했다. 에밀 라스무센(1905년)은 예수가 간질이나 편집증 중 하나였다고 판단했다. 그는 몇 가지 예를 들어 전형적인 병리학적 예언자("Prophetentypus")에 대한 설명을 발전시키고 이를 예수에게 적용했다. 율리우스 바우만(1908년)은 예수의 행동에서 발견한 비정상성이 신경 과자극(Nervenüberreizung)으로 설명될 수 있다고 가설을 세웠다. 그러나 이 주제가 광범위하고 가시적으로 논의된 것은 샤를 비네-상글레의 4권으로 된 저작 《예수의 광기》가 1908년부터 1915년까지 출판되면서부터였다. 비네-상글레는 예수가 종교적 편집증을 앓고 있었다고 진단했다:
요약하자면, 정통 복음서에 묘사된 대로의 예수의 환각의 본질은 우리로 하여금 기독교 종교의 창시자가 종교적 편집증에 시달렸다고 결론 내리게 한다.— (제2권, 393쪽)

이러한 견해는 뉴욕의 정신과 의사이자 신경학자인 윌리엄 허쉬와 공유되었다. 그는 1912년에 《종교와 문명: 한 정신과 의사의 결론》이라는 연구를 출판하여 예수의 정신적으로 일탈된 행동들을 열거했다. 허쉬는 예수가 환각에 시달렸다는 비네-상글레의 의견에 동의했으며, "끊임없이 그리고 무한히 증가하는 그의 과대망상"을 지적했다. 허쉬는 예수가 단지 "편집증 환자"였다고 결론지었다:
그러나 그리스도는 모든 면에서 잘 알려진 정신 질환의 완전히 전형적인 모습을 보여준다. 우리가 그에 대해 알고 있는 모든 것은 편집증의 임상적 양상과 너무나 정확히 일치하여, 정신 장애에 조금이라도 익숙한 사람이라면 이 진단의 정확성에 대해 조금의 의심도 품을 수 없을 정도이다.— (103쪽)

허쉬에 따르면, 예수는 전형적인 편집증 환자로서 메시아의 도래에 관한 예언을 자신에게 적용했으며, 모든 면에서 자신과 의견이 다른 사람들에 대해 깊은 증오심을 가지고 있었다. 소비에트 정신과 의사 Y. V. 민츠(1927년)도 예수가 편집증을 앓고 있었다고 진단했다. 1920년대 소비에트 연방의 문학은 슈트라우스, 르낭, 니체, 그리고 비네-상글레의 작품에서 나타난 예수의 탈신화화 전통을 따라 두 가지 주요 주제를 제시했다: 정신 질환과 기만. 이는 미하일 불가코프의 소설 《거장과 마르가리타》에 반영되어 있는데, 여기서 예수는 본디오 빌라도에 의해 무해한 광인으로 묘사된다. 소비에트 선전에서 예수의 존재를 부정하는 신화적 선택지가 우세를 차지한 것은 1920년대에서 1930년대로 넘어가는 시기에 이르러서였다. 예수의 정신건강은 또한 영국의 정신과 의사 윌리엄 사전트와 라지 퍼소드, 그리고 《심리학적 및 정신분석학적 관점에서 본 예수 생애의 몇 가지 특징》이라는 연구를 한 조르주 베르게와 같은 정신분석학적 성향의 여러 심리학자들에 의해서도 의문시되었다.
합리주의 철학자이자 심리학자인 브와디스와프 비트비츠키는 자신이 번역한 마태복음과 마가복음의 주석인 《마태와 마가에 따른 복음》(Dobra Nowina według Mateusza i Marka, 실제로는 예수의 심리전기)에서 예수에게 주관주의, 자신의 힘과 타인에 대한 우월감의 증가, 자기중심주의, 그리고 다른 사람들을 복종시키려는 경향이 있었다고 주장했다. 그는 또한 외부 세계와의 소통에 어려움을 겪었으며, 해리성 정체성 장애도 있었는데, 이는 그를 분열기질형 또는 심지어 정신분열증 유형(에른스트 크레치머의 유형학에 따르면)으로 만들었다고 보았다.

미국의 신학자이자 종교 심리학자인 도널드 캡스는 그의 저서 《예수: 심리학적 전기》(1989년, 2000년)에서 예수를 자살 경향이 있는 유토피아-우울증적 성격(그는 다가올 하나님의 왕국을 고대했다)으로 진단했다. 신약학자 앤드류 제이콥 매틸 주니어는 그의 논문 《당신의 교회가 당신이 읽기를 원하지 않는 책》(1993년)에서 "요한의 예수"(요한복음 6:29, 35, 38, 40, 47-58; 7:38; 8:12; 11:25-26; 14:6, 13-14에 묘사된)의 끊임없이 증가하는 과대망상에 주목하며 다음과 같이 결론짓는다:
요한복음의 예수 묘사에 더 많은 신뢰를 둘수록 예수의 정신건강을 옹호하기가 더 어려워진다.
영국의 정신과 의사 앤서니 스토는 그의 마지막 저서 《진흙 발; 성인, 죄인, 그리고 광인들: 구루들에 대한 연구》(1996년)에서 짐 존스와 데이비드 코레시 같은 미친 "메시아"들과 예수를 포함한 존경받는 종교 지도자들 사이에 심리학적 유사성이 있다고 제안했다. 스토는 구루의 발전을 형성하는 정신병적 장애를 포함하는 전형적인 패턴을 추적한다. 그의 연구는 예수를 여러 구루 중 하나로 보려는 시도이다. 스토는 예수를 종말론적 예언자로 보는 가설에 기울어 있는 대부분의 역사적 예수 학자들의 의견에 동의한다:
예수가 하나님의 악에 대한 최후의 정복이 임박했고 하나님의 나라가 가까운 미래에 지상에 세워질 것이라는 종말론적 견해를 공유했다는 것은 불가피해 보인다.
스토는 예수와 다른 구루들 사이의 많은 유사점을 인정한다. 예를 들어, 광야에서의 금식 기간 동안 내적 갈등을 겪은 것이다. 스토에 따르면, 만약 예수가 정말로 자신을 하느님의 대리인으로 여기고 언젠가 하늘에서 내려와 통치할 것이라고 믿었다면, 그는 이전에 그가 망상에 사로잡힌 위대함의 광기를 가진 설교자로 묘사했던 구루들과 매우 유사했다. 그는 예수가 가정생활에서 이상적이지 않았다고 지적한다(마가복음 3:31-35, 마가복음 13:12-13). 구루들은 종종 가족 관계에 무관심하다. 스토에 따르면 다른 유사점으로는 예수가 하나님으로부터 특별한 계시를 받았다는 믿음과 엘리트주의적 경향, 즉 예수가 자신이 하나님에 의해 특별히 선택되었다고 믿었다는 점이 있다.
미국의 신경내분비학 연구자 로버트 새폴스키는 그의 저서 《테스토스테론의 문제: 그리고 인간 곤경의 생물학에 관한 다른 에세이들》(1997년, 1998년)에 포함된 에세이에서 예수와 다른 카리스마적 종교 지도자들에게서 분열형('반쯤 미친', 248쪽) 행동과 초자연적 사고의 발생을 제안한다:
물론, 과도할 수 있고, 우리의 역사는 메시아적 광신도들에 의해 영감을 받은 실패한 종교 운동들로 어둡게 얼룩져 있습니다. (...) 그러나 만약 당신이 초자연적 사고와 행동을 적절한 정도로, 적절한 시간과 장소에서 하게 된다면, 사람들은 앞으로 오랫동안 당신의 생일에 휴일을 가질 수도 있을 것입니다.— (256쪽)

사폴스키는 이어서 "분열형 행동, 초자연적 사고, 그리고 비서구 및 서구 사회에서의 특정 종교적 믿음의 창시 사이에 그럴듯한 연관성을 찾을 수 있다"고 언급한다(256쪽). 그에 따르면 "주술사의 정신병리학이라는 개념은 주요 서구 종교의 뿌리를 이해하는 데에도 마찬가지로 쉽게 적용된다."(255쪽)
1998년~2000년, 폴란드 포즈난 출신의 레셰크 노박(1962년~)은 자신의 종교적 사명 망상과 과대평가된 사고의 경험, 그리고 복음서에 전달된 정보를 바탕으로 예수의 정신 상태를 재구성하려는 시도를 한 연구를 저술했다. 그는 예수를 종말론적 예언자로 보는 관점에서 간접적 자살의 가설을 고려하여 이를 수행했다. 그는 "인류의 구원자"의 성격 특성 분석, 예수의 공적 활동 기간의 가능한 사건 경과에 대한 설명, 그리고 그의 기적에 대한 자연주의적 설명을 순차적으로 포함하는 장들에서 이를 다룬다.
2012년, 하버드 의학전문대학원의 정신과의, 행동심리학자, 신경학자, 신경정신과의로 구성된 팀은 종교적 망상과 과도한 종교성과 관련된 정신 장애의 새로운 진단 범주 개발을 제안하는 연구를 발표했다. 그들은 아브라함, 모세, 예수, 바울과 같은 성경의 가장 중요한 인물들의 사고와 행동을 다양한 장애 군집과 진단 기준(DSM-IV-TR)을 사용하여 정신병적 스펙트럼과 관련된 정신 장애를 가진 환자들과 비교했다. 그들은 이러한 성경 인물들이 "그들의 계시에 영감을 준 정신병적 증상을 가졌을 수 있다"고 결론지었다. 이러한 증상에는 정신분열증, 분열정동 장애, 양극성 장애, 망상장애, 과대망상, 청각-시각 환각, 편집증, 게쉬빈트 증후군(특히 바울), 그리고 측두엽 간질(TLE)과 관련된 비정상적 경험 등이 포함된다. 저자들에 따르면, 예수의 경우에는 편집성 정신분열증, 양극성 장애, 조현정동장애 등이 해당될 수 있었다. 그들은 예수가 "대리 자살"(간접적 자살)을 통해 죽음을 추구했을 수 있다는 가설을 세웠다.

## 예수의 정신건강 옹호
예수의 정신 건강에 의문을 제기하는 의견과 출판물, 특히 게오르그 로머, 샤를 비네-상글레, 윌리엄 허쉬의 저작들은 논쟁적인 반응을 불러일으켰다. 이에 대한 첫 번째 반박은 알베르트 슈바이처의 박사 학위 논문 《예수에 대한 정신의학적 연구: 설명과 비평》(Die psychiatrische Beurteilung Jesu: Darstellung und Kritik, 1913년)과 미국 신학자 월터 E. 번디의 1922년 저서 《예수의 정신 건강》에서 이루어졌다. 번디는 예수의 정신 건강을 옹호하며 다음과 같이 요약했다:
예수에 대한 병적 기술은 신약성경 비평의 과정과 결론에 대한 무지와 정신의학 과학의 원리를 아마추어적으로 적용하는 것에 기반해서만 가능하다.— (268쪽)

이보다 앞서(1908년) 예수의 정신 건강은 다음과 같은 이들에 의해 옹호되었다: 뷔르츠부르크 대학교의 변증학 교수인 독일 카톨릭 신학자 필립 크나이프(《정신의학의 영향 하의 현대 예수의 생애 연구》) - 홀츠만, 로머, 라스무센, 바우만의 주장에 대항하여; 독일 복음주의 신학자이자 목사인 헤르만 베르너(《예수의 정신 건강》) - 홀츠만, 로머, 라스무센의 주장에 대항하여; 그리고 (1910년) 함부르크 프리드리히스베르크 정신병원의 수석 의사인 독일 정신과 의사 하인리히 셰퍼(《정신의학적 조명에서의 예수: 논쟁》) - 로머와 라스무센의 주장에 대항하여.
예수의 정신 건강은 기독교 정신과 의사 올리비에 퀜틴 하이더, 파블로 마르티네스, 앤드류 심스가 옹호하였다. 조시 맥도웰과 리 스트로벨과 같은 기독교 변증가들도 예수의 정신 건강 옹호 주제를 다룬다. 예수의 정신 건강 옹호는 1994년 11월 5일 발행된 이탈리아 예수회 잡지 《라 치빌타 카톨리카》의 사설에서도 다루어졌다. "예수가 자신을 속였다면 어떨까?"(E se Gesù si fosse ingannato?)라는 제목의 질문에 대해 편집자들은 예수가 광신자나 과대망상증 환자가 아니라 정신적으로 건강하고 매우 현실적인 사람이었다고 주장하며 부정적으로 답변했다. 따라서 그는 자신이 메시아이자 하느님의 아들이라고 말하면서 스스로를 속이지 않았다는 것이다.
미국의 성서학자 제임스 H. 찰스워스는 그의 에세이 《예수 연구와 심리전기의 출현》(2002년)에서 예수의 심리전기를 쓰려는 이전의 시도들을 논의한다. 그는 최종 고찰에서, 초기(20세기 초에 만들어진) 정신적으로 불안정하고 편집증적이며 환각을 경험하는 예수의 이미지가 그를 창작자들의 병원에 있는 편집증 환자들과 비교하고 고대 자료에 프로이트 심리학을 적용한 결과라고 제안한다. 저자에 따르면, 예수의 의도는 역사적 연구를 사용하여 그의 장소와 시대의 맥락에서 검토되어야 한다.
교황 베네딕토 16세는 그의 책 《나사렛 예수: 요단강에서의 세례부터 변모까지》(2007년)에서 다음과 같이 썼다:
자유주의 학자들의 광범위한 흐름은 예수의 세례를 직업적 경험으로 해석해왔다. 갈릴리 지방에서 완전히 정상적인 삶을 살다가 세례 받는 순간에 충격적인 경험을 했다고 한다. 그때 그가 하나님과의 특별한 관계와 종교적 사명을 깨달았다고 한다. 더욱이 이 사명은 당시 이스라엘에서 지배적이었던 기대 모티프에서 비롯되었고, 요한에 의해 창의적으로 재형성되었으며, 세례 사건이 예수의 삶에 가져온 감정적 격변에서 비롯되었다고 한다. 그러나 이 모든 것은 본문에서 찾아볼 수 없다. 이러한 해석에 많은 학문적 박학이 동원되더라도, 이는 실제 본문 해석이라기보다는 '예수 소설'에 가깝다고 봐야 한다. 본문은 우리에게 예수의 내면 생활에 대한 창을 제공하지 않는다 - 예수는 우리의 심리화를 초월한다. (구아르디니, 《기독교의 본질》).

C. S. 루이스는 루이스의 삼단논법으로 알려진 것에서 예수의 정신 건강을 고려한 것이 유명하다.(여기서 인용된 공식은 존 던컨의 것이다):
그리스도는 의식적인 사기로 인류를 속였거나, 그 자신이 미혹되고 자기기만에 빠졌거나, 아니면 그는 신성했다. 이 트릴레마에서 빠져나갈 방법은 없다. 이는 가차없다.

불가지론적 무신론자인 신약학자 바트 어만은 자신의 블로그에 다음과 같이 썼다:
그리고 그는 (내 생각에 그랬다고 본다) 미래 왕국에서 메시아가 될 것이라고 생각했을 수 있다. 그것은 자신에 대한 꽤 고양된 견해였을 수 있지만, 나는 그것이 예수를 미치게 만든다고 생각하지 않는다. 그것은 그를 비정상적으로 자신감 있는 종말론적 예언자로 만든다. 당시에 웅대한 비전을 가진 다른 이들도 있었다. 나는 그것이 그를 정신적으로 아프게 만든다고 생각하지 않는다. 그것은 그를 1세기의 종말론적 유대인으로 만든다.

## 같이 보기
- 예수의 비판
- 신성한 광기(영어판)
- 그리스도 때문에 어리석음
- 신 콤플렉스
- 예루살렘 증후군
- 메시아 콤플렉스
- 종교심리학
- 예수의 배척(영어판)
- 예수의 성(영어판)

## 주해
1. ↑  신경내분비학 연구자 로버트 사폴스키 역시 이와 유사한 견해를 제시한다.[58][59]
2. ↑  포즈난 출신의 폴란드 철학자이자 법학자인 레셰크 노박(1943년~2009년)과 혼동하지 않아야 한다.

### 참고문헌
- Binet-Sanglé, Charles (1908). “La Folie de Jésus (tome 1). Son hérédité. Sa constitution. Sa physiologie”. 《Internet Archive》 (프랑스어). A. Maloine. 2019년 11월 20일에 확인함.
- Binet-Sanglé, Charles (1910). “La Folie de Jésus (tome 2). Ses connaissances. Ses idées. Son délire. Ses hallucinations”. 《Internet Archive》 (프랑스어). A. Maloine. 2019년 11월 20일에 확인함.
- Binet-Sanglé, Charles (1912). “La Folie de Jésus (tome 3). Ses facultés individuelles. Ses sentiments. Son procès”. 《Internet Archive》 (프랑스어). A. Maloine. 2019년 11월 20일에 확인함.
- Binet-Sanglé, Charles (1915). “La Folie de Jésus (tome 4 et dernier). Sa morale, son activité. Diagnostique de sa folie”. 《Internet Archive》 (프랑스어). A. Maloine. 2019년 11월 20일에 확인함.
- Hirsch, William (1912). 《Religion and civilization; the conclusions of a psychiatrist》. New York: The Truth Seeker Company. LCCN 12002696. OCLC 39864035. OL 20516240M.
- Mattill Jr., Andrew Jacob (1993). 〈Destructive divines〉.   Leedom, Tim C. 《The Book Your Church Doesn't Want You To Read》. Dubuque, IA: Kendall/Hunt Pub. ISBN 978-0-8403-8908-4.
- Murray, Evan D.; Cunningham, Miles G.; Price, Bruce H. (October 2012). “The Role of Psychotic Disorders in Religious History Considered”. 《Journal of Neuropsychiatry and Clinical Neurosciences》 (American Psychiatric Association) 24 (4): 410–426. doi:10.1176/appi.neuropsych.11090214. ISSN 1545-7222. OCLC 823065628. PMID 23224447. S2CID 207654711.
- Nowak, Leszek (2000). “Prywatna Witryna Internetowa Leszka Nowaka” [Private Website of Leszek Nowak]. 《opracowanie.eu》 (폴란드어). 2016년 1월 19일에 원본 문서에서 보존된 문서.
- Storr, Anthony (1997). 《Feet of Clay; Saints, Sinners, and Madmen: A Study of Gurus》. New York: Free Press Paperbacks. ISBN 0-684-83495-2.
- Witwicki, Władysław (1958). 《Dobra Nowina według Mateusza i Marka》 [The Good News according to Matthew and Mark] (폴란드어). Warszawa: Państwowe Wydawnictwo Naukowe. OCLC 681830910.

## 더 읽어보기
- Cossette, Jean-Philippe (2006). 《Jesus Was Schizophrenic》 (영어). Amazon Digital Services LLC - KDP Print US. ISBN 979-8508630508.
- Schweitzer, Albert (1958). 《The Psychiatric Study of Jesus: Exposition and Criticism》. 번역 Joy, Charles R. Boston: Beacon Press. OCLC 977923917. OL 14099395M. (원문)